# Paphiopedilum godefroyae
Paphiopedilum godefroyae är en orkidéart som först beskrevs av God.-leb., och fick sitt nu gällande namn av Stein. Paphiopedilum godefroyae ingår i släktet Paphiopedilum och familjen orkidéer. Inga underarter finns listade i Catalogue of Life.

## Bildgalleri

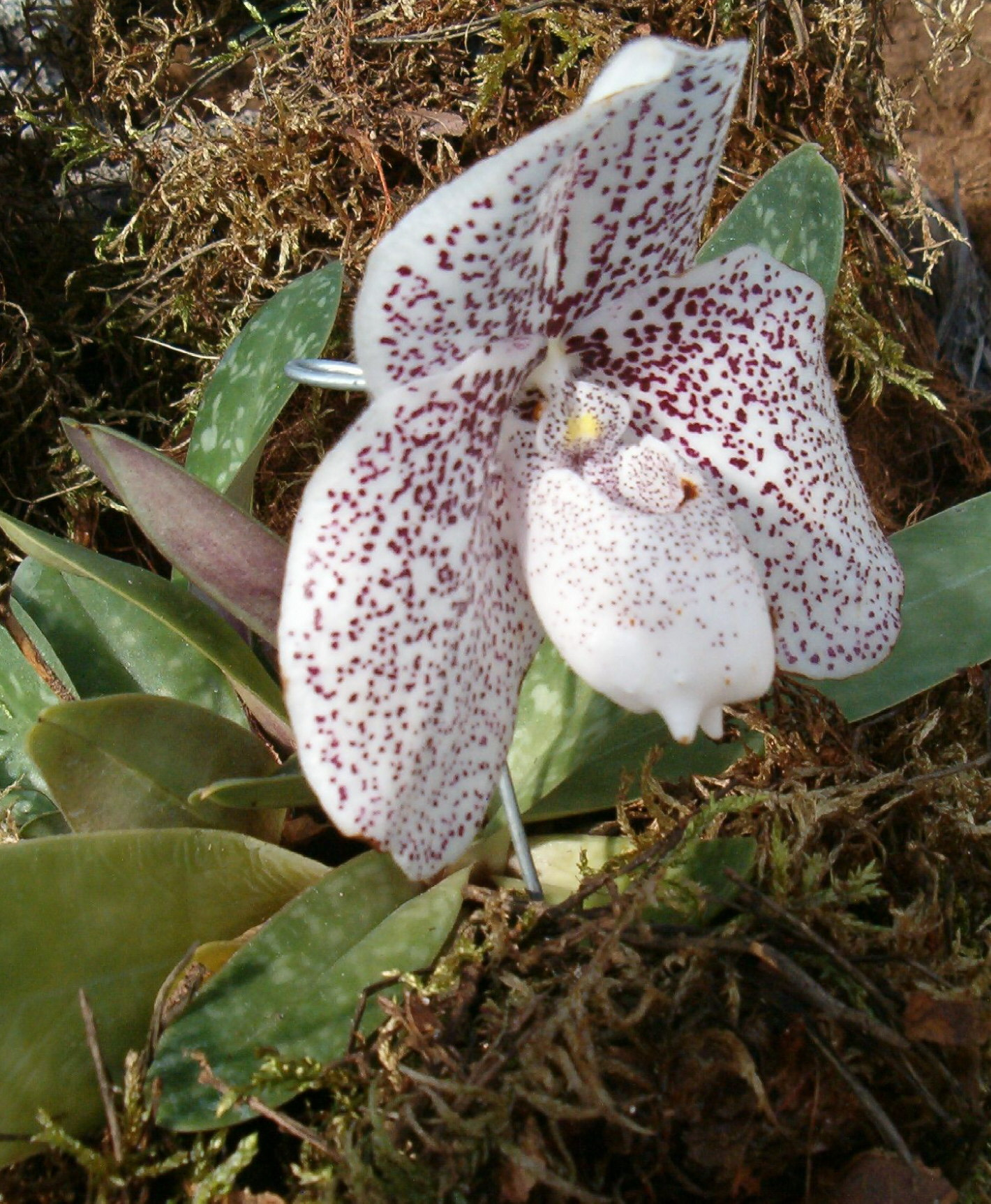
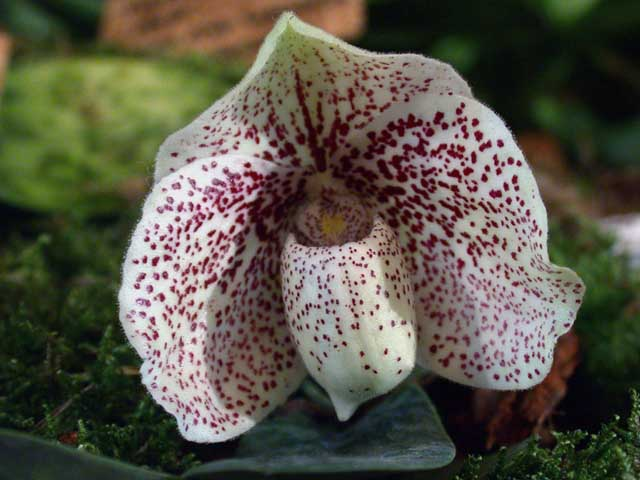
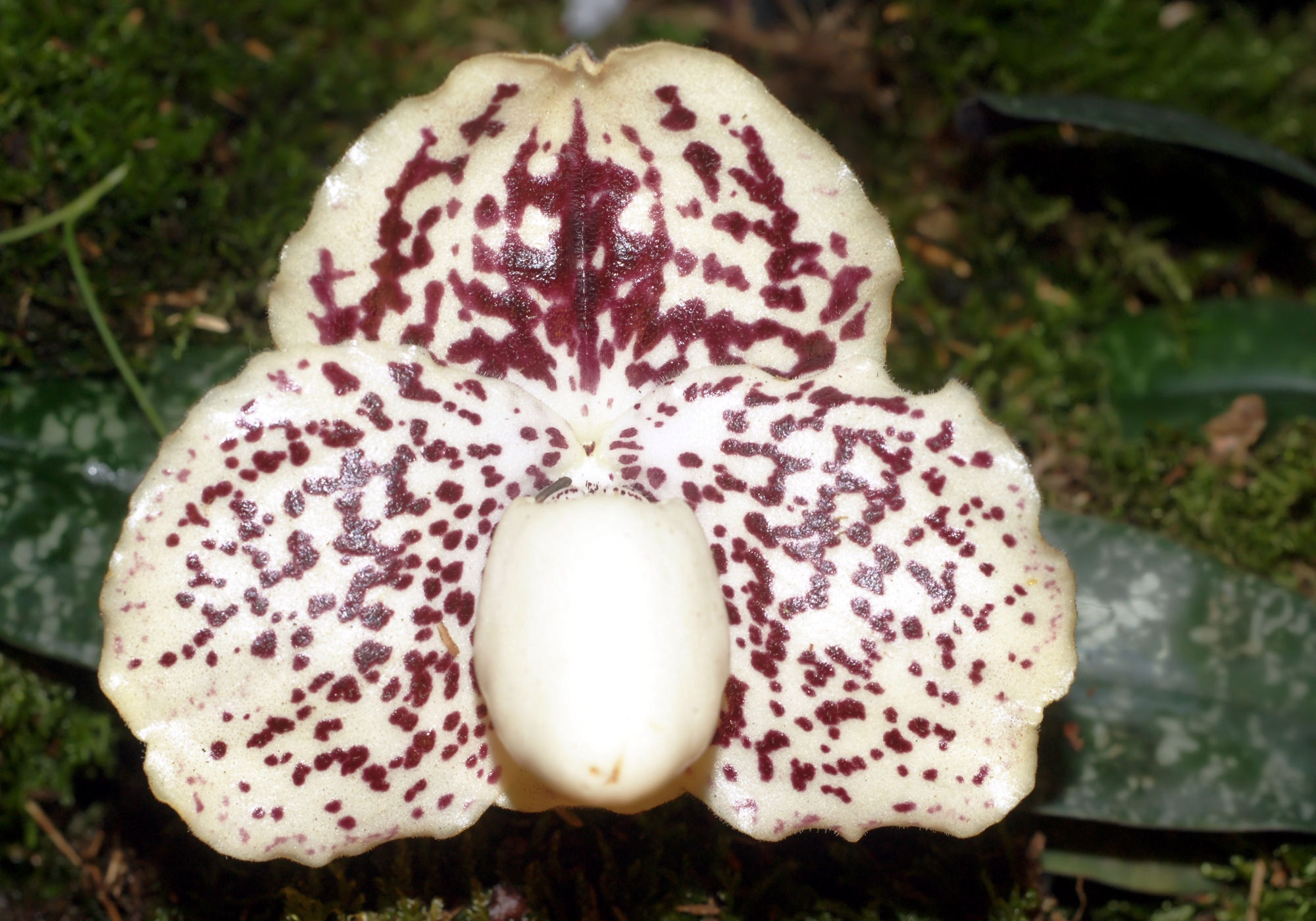
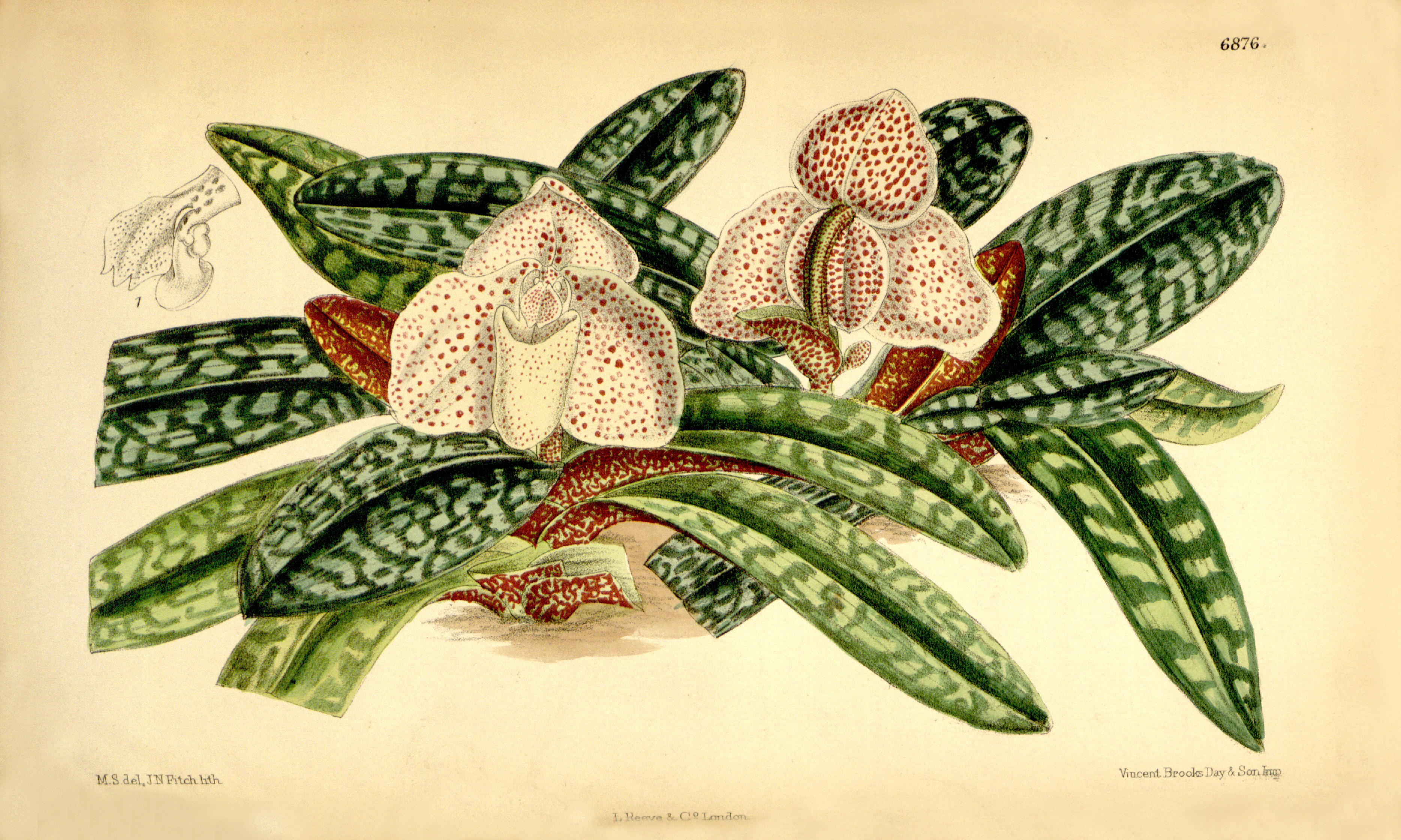